# Середньовічна література

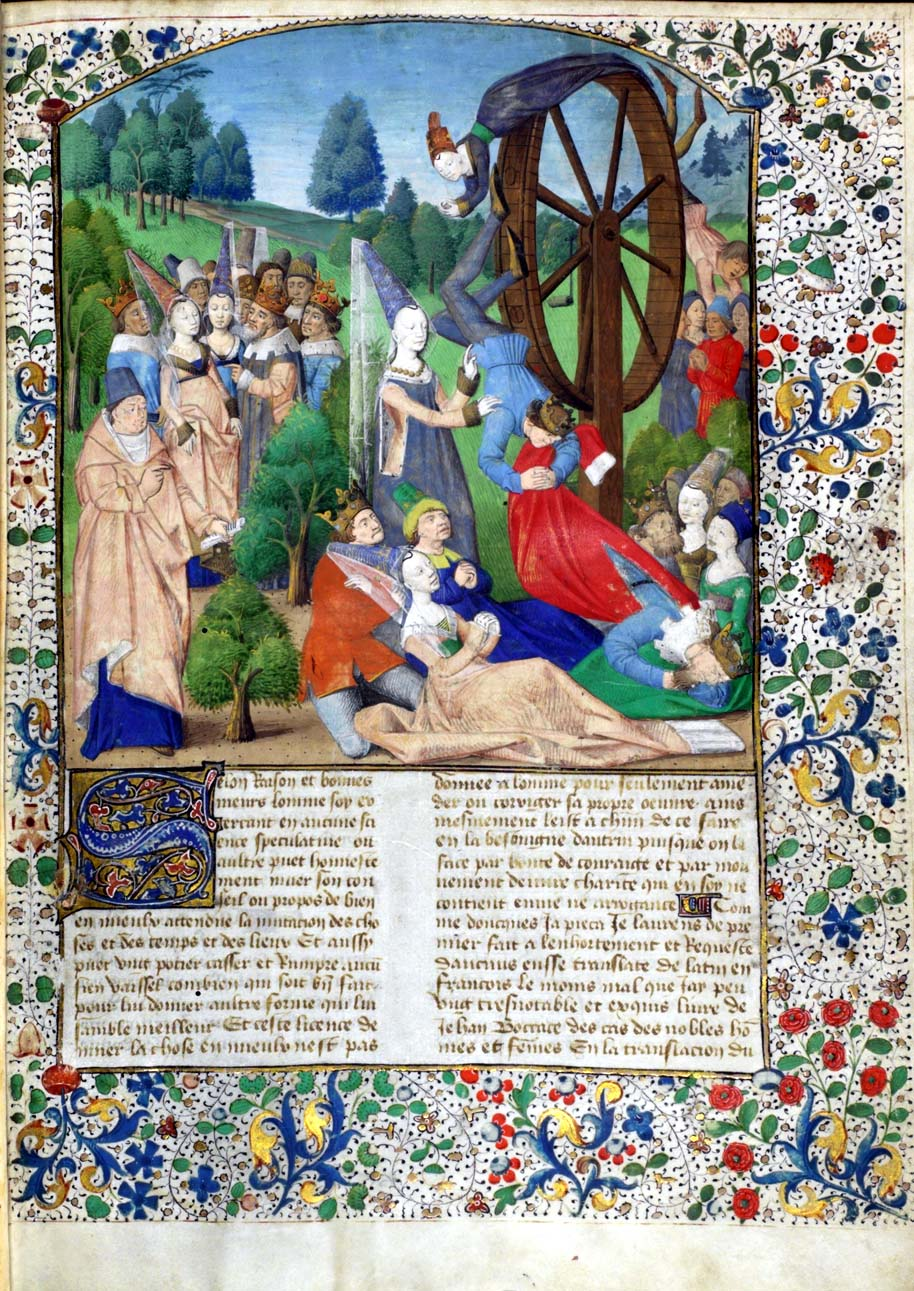
Сторінка з середньовічного рукопису

Середньові́чна літерату́ра — це період в історії світової літератури, що розпочинається приблизно в пізню античність (IV–V століття), а завершується у XV столітті. Першими ознаками середньовічної літератури стали поява християнських євангелій (I століття), релігійних гімнів Амвросія Медіоланського (340–397), творів Августина Блаженного («Сповідь», 400 рік; «Про місто Боже», 410–428 роки), переклад Біблії латинською мовою здійснений Єронімом (до 410 року).
Зародження і розвиток літератури Середньовіччя визначається трьома основними факторами: традиціями народної творчості, культурними впливами античного світу і християнством.
Своєї кульмінації середньовічне мистецтво досягло у XII–XIII столітті. У цей час його найвагомішими досягненнями стала готична архітектура (Собор Паризької Богоматері), лицарська література, героїчний епос. Згасання середньовічної культури і перехід її в якісно нову стадію — Відродження (Ренесанс) — проходить в Італії у XIV столітті, у решті країн Західної Європи — у XV столітті. Цей перехід здійснюється через так звану словесність середньовічного міста, що в естетичному плані має цілком середньовічний характер і переживає свій розквіт у XIV–XV та XVI століттях.

## Естетика середньовічної літератури
У Середньовіччі виникає нова, порівняно з античністю, система естетичного мислення, зумовлена трьома основними витоками: впливом античності, християнством та народною творчістю «варварських» народів

### Процес розвитку
Процес розвитку середньовічної літератури позначений деміфологізацією, що проявлялась по-різному.
Античні міфологічні сюжети і поетика вже не мали опертя на міфологічний світогляд і перетворились на поверхневу гру тропів при дворах Юстиніана, Карла Великого і Оттона.
Міфологічність ранніх національних літератур (ірландської, ісландської) вироджується у казковість — чарівні і авантюрні елементи куртуазної літератури. Паралельно відбувається зміна афективної мотивації вчинків героїв на складнішу морально-психологічну.
Значні поети високого середньовіччя і раннього Відродження Данте, Чосер, Боккаччо утверджували топіку неміфологічної оповіді й нової поетики, в основі якої — настанова на правдоподібність, і навіть загальновідомість розказаного. Міф тут замінюється поголосом (fama).

### Середньовічні жанри
Жанровий розподіл художніх творів продовжився завдяки міцній традиції античності. У європейській літературі чітка жанрова класифікація художніх творів продовжувалась до XX століття. На передній план у добу середньовіччя поступово виходить периферійний для античної літератури жанр — розповідна проза, де поєднувалися історичний переказ, чудесна подія або дивовижний випадок, побутовий елемент і моральне напучування («Діяння римлян» тощо). Прецедентом слугувала історична проза пізньої античності (Тіт Лівій, Светоній, Тацит, Плутарх) та численні історичні компендіуми, що їх складали вчені.

### Середньовічна поетика
У ліриці Вальтера фон дер Фоґельвайде і Данте Аліг'єрі, найвидатніших ліричних поетів Середньовіччя, ми знаходимо цілком сформовану нову поетику. Відбулося повне оновлення лексики. Думка збагатилася абстрактними поняттями. Поетичні порівняння відносять нас не до буденного, як у Гомера, а до смислу безкінечного, ідеального, «романтичного». Хоча абстрактне і не поглинає реального, а в лицарському епосі стихія низької дійсності виявляється досить виразно (Трістан та Ізольда), — відбувається відкриття нового прийому: реальність знаходить свій прихований зміст.

### Християнство
Уся європейська середньовічна література позначена впливом християнства.
Середньовічна людина під впливом цього віровчення поступово відкривала для себе свою душу, життя якої вона намагалась зіставити з життям поза нею. Запити свідомості, внутрішні мотиви поступово ставали для людини мірилом у підході до зовнішнього. У Середньовіччі формується духовність, порушується питання про сенс життя. Ні того, ні іншого античність не знала.

### Особливості світогляду
Ядром світогляду середньовічної людини була віра, тому й середньовічна культура була теоцентрична (у її центрі був Бог).
Світогляд античної людини був горизонтальним. Навіть боги знаходились десь поряд з людьми. У Середньовіччі формується вертикальний світогляд, окрім світу земного існує світ небесний і пекло. Багато подій відбуваються по цій вертикалі, іноді у душі героя, що спричиняє до появи психологічності. Цей світогляд окрім ієрархічності (усе у світі перебуває у складних ієрархічних стосунках, де кожен елемент посідає своє місце) має також риси символічності. Реальність, дана нам у досвіді сприймалась як символ іншої, понаддосвідної, небесної реальності, була підпорядкована останній. Будь-який елемент земного світу вважався символом відповідного елементу світу небесного. Причому предметам та явищам не надається символічне значення, як це буде у мистецтві наступних епох. Вони від початку сприймаються як символи, сутності котрих потрібно дошукатися.

### Енциклопедичність

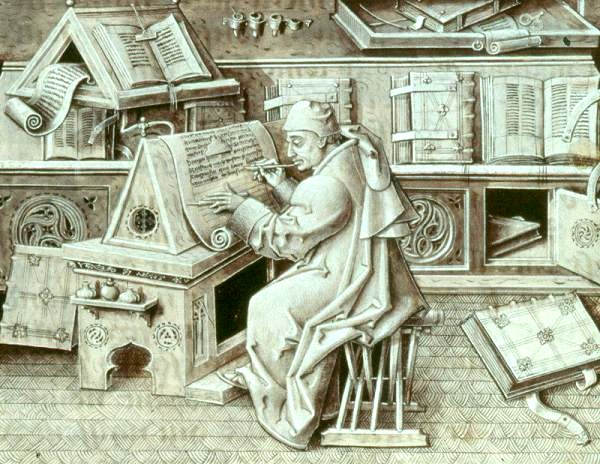
Середньовічний письменник за роботою (15 століття)

Настанова на правдоподібність, тяжіння до універсальності, тобто енциклопедичність, пронизують у Середньовіччі усе — науку, художню літературу, образотворче мистецтво. Це було прагнення «охопити світ у цілому, зрозуміти його як певну завершену всеєдність і в поетичних образах, в лініях та барвах, в наукових поняттях — висловити це розуміння» (П. М. Біціллі). Енциклопедичність мала умоглядний характер, була відірваною від емпірики. Показовою є легенда про дискусію двох провідних філософів середньовіччя Томи Аквінського і Альберта Великого на тему «чи є у крота очі». Після кількагодинної суперечки садівник запропонував принести крота, щоб подивитись, але обоє категорично відмовились.

### Внутрішнє життя
Внутрішнє життя розуміють уже не як психологічну чи фізіологічну реакцію (Сапфо), зліпок із зовнішнього (бо зовнішній світ вважають тепер недостойним, за великим рахунком — грішним). Внутрішнє стає незалежним від зовнішнього, автономним, а отже — самоцінним. Хоча його глибина була ще недостатньо відома, можливості — не до кінця осягнуті.

## Класифікація середньовічної літератури
В історії середньовічної літератури чітко виокремлюються такі групи явищ:
1. художня словесність племен, що безслідно зникли (галли, готи, скіфи тощо);
2. літератури Ірландії, Ісландії тощо, що пережили лише тимчасовий розквіт;
3. література майбутніх націй — Франції, Англії, Німеччини, Іспанії, Київської Русі;
4. література Італії, яка послідовно виросла з традицій доби пізньої античності (античної літератури) і завершилася творчістю Данте. Це також вся латиномовна література, включаючи твори Каролінзького Відродження першої половини ІХ століття у Франції та Оттонівського Відродження Х століття у Священній Римській імперії.
5. література Візантії.

Окремо розглядають середньовічні літератури народів Сходу, хоча вони мають певні паралелі і взаємовпливи з європейською середньовічною літературою. Своєрідним «містком» між двома культурами у Середньовіччі була Візантія.
За тематикою можна виділити такі типи:
- «література монастиря» (релігійна);
- «література родової общини» (міфологічна, героїчна, народна);
- «література лицарського замку» (куртуазна);
- «література міста».

## Періодизація середньовічної літератури
Поділ європейської середньовічної літератури на періоди визначається етапами суспільного розвитку народів у цей час. Вирізняються два великих періоди:
- раннє Середньовіччя — період літератури розкладу родового ладу (від V століття до IX–X століття);
- зріле Середньовіччя — період літератури розвинутого феодалізму (від IX–X століття до XV століття).

### Раннє Середньовіччя

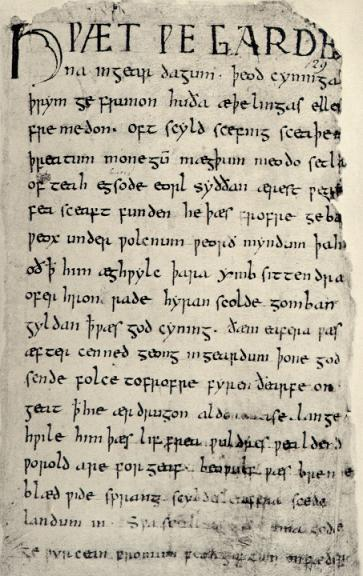
Перша сторінка з «Беовульфа»

Література цього періоду досить однорідна за своїм складом і складає єдине ціле. За жанром це архаїчний (міфологічний) та героїчний епос, що представлені поетичними пам'ятками кельтів (давньоірландські сказання), скандинавів («Старша Едда», саги, поезія скальдів), а також англосаксів («Беовульф»). Хоча хронологічно ці пам'ятки у деяких випадках належать до значно пізнішого часу, за своїм характером вони відносяться ще до першого періоду. Збереженню ранньої творчості названих народів сприяло те, що віддалене від Риму місцеве християнське духовенство більш терпляче ставилось до національних язичницьких переказів. Більш того, саме монахи, єдині носії грамотності у той час, записували і зберігали цю літературу.
Архаїчний епос позначає добу переходу від міфологічного до історичного світосприйняття, від міфу до епосу. Проте йому ще притаманні численні казково-міфічні риси. Герой архаїчних епічних творів поєднує в собі риси богатиря та чаклуна, які споріднюють його з першопредком.
Окремо існувала література латинською мовою, переважно християнського характеру (Августин Блаженний).

### Зріле Середньовіччя
У цю добу література стає більш диференційованою, що ускладнює її порівняльно-історичний опис. Оскільки національні літератури ще не сформовані, межі між ними практично відсутні, то розподіл літератури цього періоду здійснюється за вищезгаданими жанровими і типологічними ознаками.
Приблизно до XIII століття чітко виформовується три особливих літературних потоків, що розвиваються паралельно: релігійна література, народна література (класичний епос) та феодально-лицарська література (куртуазна поезія і епос). Ці напрями не були ізольовані, між ними завжди зберігався зв'язок і виникали складні проміжні утворення. Хоч вони й мали протилежний характер, їхні закони, форми і шляхи розвитку своєрідні. З XIII століття в Європі швидко починає розвиватися ще один напрям: міська література.

#### Релігійна література
Література релігійного спрямування через писання Отців Церкви прокладає місток від античності до середньовіччя. До жанрів християнської літератури цього часу відносять екзегетику (тлумачення і коментарі до Святого Письма), богослужбову літературу, літературу для мирян (псалтир, перекази біблійних сюжетів, часовники тощо), літописи (які створювалися в монастирях як хроніка насамперед церковної історії), схоластичні трактати, дидактичні твори, видіння. Найпопулярнішим жанром Середньовіччя були житія святих (агіографія) та розповіді про їхні чудеса.
Див. також: Клерикальна література

#### Класичний епос

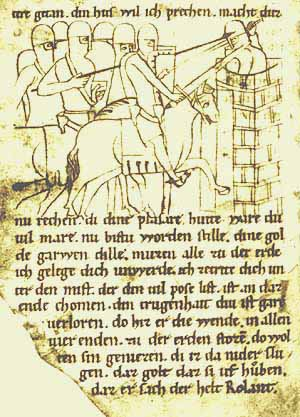
Сторінка з «Пісні про Роланда»

Класичний героїчний епос («Пісня про Нібелунгів», «Пісня про Роланда», «Пісня про мого Сіда», «Слово о полку Ігоревім») відбиває народну точку зору на важливі для національної історії події, що відбуваються в «епічну» добу. У порівнянні з архаїчним епосом вони більш наближені до історичної достовірності, вага казково-міфологічних елементів у них знижується, на перший план виходить розробка суспільно-значущих тем (патріотизм, вірність королю, засудження феодального розбрату), а героями стають ідеальні воїни.
Народна поезія, що тісно пов'язана з класичним епосом, досягає свого апогею у жанрі балади (XV століття).

#### Лицарська література
Формування лицарської літератури пов'язане з відкриттям індивідуальності, початком руху від типологічно-символічного нехтування окремою особистістю до спроб розкрити її внутрішній світ. Суворий воїн більш ранніх епох перетворюється на вишуканого лицаря, література про якого переключає увагу з його злитності з народом до суто індивідуальних проявів — кохання (куртуазна поезія) та особистих подвигів (лицарський роман). Паралельно з'являється й поняття індивідуального авторства. Лицарська поезія представлена лірикою трубадурів (Бернарт де Вентадорн), труверів і міннезінгерів (Вальтер фон дер Фоґельвайде), а лицарський роман — переважно циклом про легендарного короля Артура (Кретьєн де Труа, Вольфрам фон Ешенбах).

#### Міська література
Міська література на противагу захопленню військовою звитягою та куртуазною галантністю лицарів або аскетизмом святих, понад усе цінує розважливість, кмітливість, здоровий глузд, спритність та сміх — у всіх його проявах («Роман про Лиса», Франсуа Війон). Міська література відзначається дидактизмом, повчальністю. В ній відбилась твереза розсудливість, практицизм, життєва стійкість містян. Широко використовуючи засоби гумору та сатири, вона вчить, висміює, викриває. Стиль цієї літератури відповідає потягу до реалістичного зображення дійсності. На противагу куртуазії лицарської літератури, міську літературу відзначає «приземленість», здоровий глузд, а також грубуватий гумор, жарт, що іноді межує з натуралізмом. Мова її близька до народної мови, міської говірки. Представлена міська література жанрами епосу, лірики, драми. Найбільшого розквіту вона досягла у Франції.

### Перед-Ренесанс

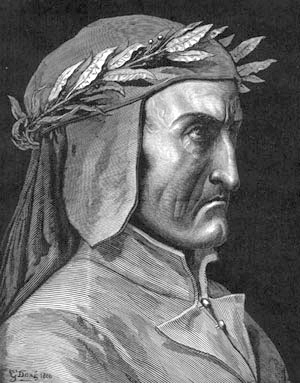
Гюстав Доре «Данте Аліг'єрі»

Іноді в окремий період виділяють Перед-Ренесанс, хоч в інших випадках його відносять до пізнього середньовіччя, як правило, до міської літератури. Це творчість Данте Аліг'єрі (1265–1321), автора «Нового життя» та «Божественної комедії». У світобаченні, політичних та моральних поглядах, естетиці Данте тісно переплелись середньовічні та ренесансні елементи. Те ж стосується англійського письменника Джефрі Чосера (1340–1400), автора «Кентерберійських оповідань» та ще одного італійця — Джованні Боккаччо (1313–1375), що створив «Декамерон». Останнього вітчизняне літературознавство традиційно відносить до Відродження, але у західному погляди не такі однозначні. Твори цих письменників, повторюючи всі наявні моделі оповідання історій, стали жанровим підсумком середньовічної літератури, водночас відкриваючи нові, гуманістичні обрії для подальшого руху культури.

### Середньовіччя на Сході
У літературах Сходу теж вирізняється доба Середньовіччя, проте її часові рамки дещо інші, як правило, її завершення відносять аж до 18 століття.
Середньовіччям історики називають величезний проміжок часу — з моменту падіння Західної Римської імперії до початку соціальних революцій. В історії літератури і мистецтва Західної Європи вирізняють власне епоху Середньовіччя — зародження, розвиток і розквіт феодального ладу та його культури — і епоху Відродження.

## Середньовічна українська література

### Використана література
- Література західноєвропейського середньовіччя / За редакцією Н. О. Висоцької. — Вінниця: Нова книга, 2003. — 464 с. — С.: 6-20.
- Шалагінов Б.Б. Зарубіжна література від античності до початку XIX століття. — К.: Академія, 2004. — 360с. — С.: 120—149.
- (рос.) История зарубежной литературы: Раннее Средневековье и Возрождение / Под редакцией В. М. Жирмундского. — М., 1987. — 462 с. — С.: 10-19.

### Рекомендована література
- Шаповалова М. С., Рубанова Г. Л., Моторний В.А. Історія зарубіжної літератури: Середні віки та Відродження. — Л., 1982.
- (рос.) История всемирной литературы в 9 томах: Том 2. — М.: Наука, 1984.
- Огуй О. Д. Принцип становлення німецької літератури середньовіччя: подолання кризових етапів через нові жанри [Архівовано 27 серпня 2016 у Wayback Machine.] // Питання літературознавства. — 2013. — № 88. — С. 173—188.